# Konrad II. von Schlüsselberg

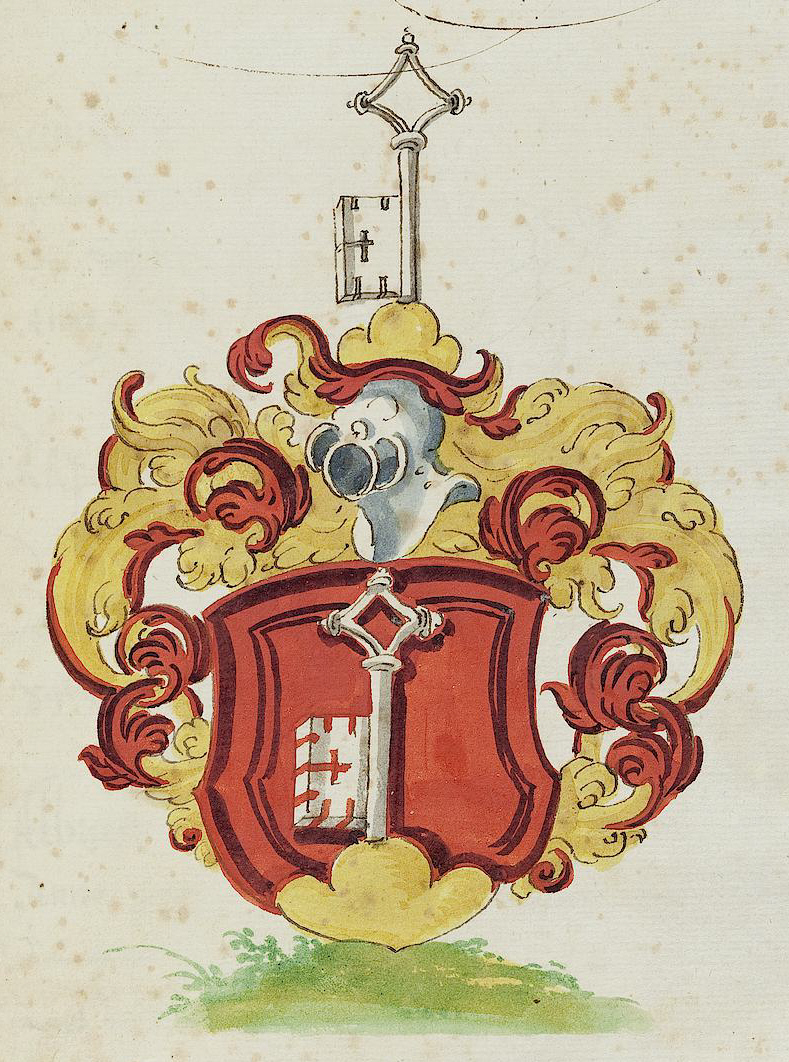
Wappen des „Grafen von Schlüsselberg“ von Wolleber

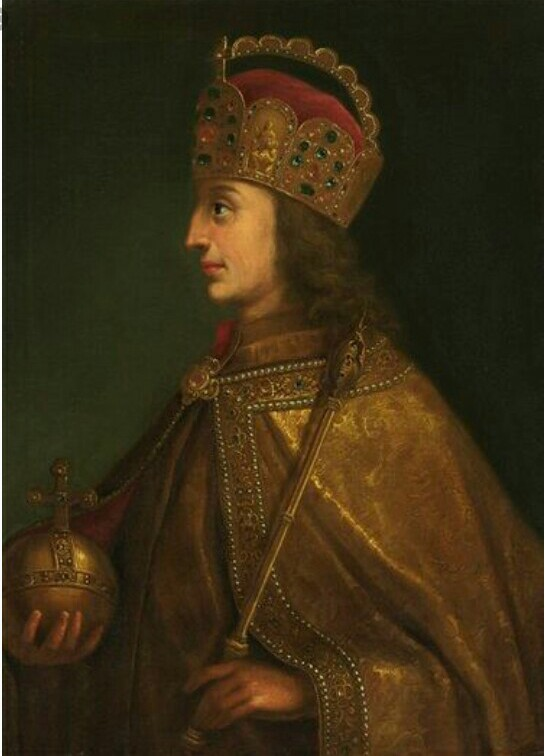
Kaiser Ludwig der Bayer

Konrad II. von Schlüsselberg (* um 1277; † 14. September 1347 auf Burg Neideck) war als königlicher Vorstreiter und Reichssturmfähnrich der einflussreichste und zugleich letzte Vertreter des hochadeligen fränkischen Geschlechts derer von Schlüsselberg. Von 1322 bis 1336 war er Inhaber des Reichssturmfahnlehens und nannte sich deshalb „Konrad von Schlüsselberg zu Grüningen“.

## Herkunft und Familie
Konrad II. von Schlüsselberg stammte aus dem hochadeligen Geschlecht derer von Schlüsselberg, welches in der Fränkischen Schweiz reich begütert war. Sein Vater war vermutlich Konrad I. von Schlüsselberg, einer der Stifter von Kloster Schlüsselau. Konrad II. wurde in einer Urkunde von 1296 als „der junge Herr“ erstmals genannt. Er war unter anderem Burgherr der namensgebenden Burg Schlüsselberg bei Waischenfeld, bevorzugte später aber die ausgebaute Burg Neideck.
Laut der Stammliste der Hohenzollern war er in erster Ehe mit Lukardis († 1326), Tochter des Burggrafen Konrad von Nürnberg verheiratet und hatte mit ihr wohl drei Töchter: Agnes, Anna und Beatrix. Agnes soll erst Heinrich von Plauen und nach dessen Tod Hermann von Beichlingen geheiratet haben. Anna von Schlüsselberg war von 1339 bis 1379 Äbtissin des Klosters Schlüsselau.
Eine zweite Ehe ging Konrad von Schlüsselberg mit der verwitweten Agnes von Württemberg-Helfenstein (ca. 1305–1373), einer Enkelin des streitbaren Grafen Eberhard I. von Württemberg, ein. Beide „verkuppelten“ Kinder aus erster Ehe miteinander: Beatrice von Schlüsselberg und Graf Ulrich V. von Helfenstein-Blaubeuren († 1361). Auch Konrads zweite Gattin gebar keinen männlichen Erben. Ihre gemeinsame Tochter Hildegard soll einen Grafen Eitel Friedrich von Zollern geheiratet haben. 
Eine weitere Tochter Konrads, Sophia von Schlüsselberg († nach 1360), soll mit Friedrich III., der alte Ritter, von Hohenzollern-Schalksburg verheiratet gewesen sein.

## Vorstreiter Ludwigs des Bayern

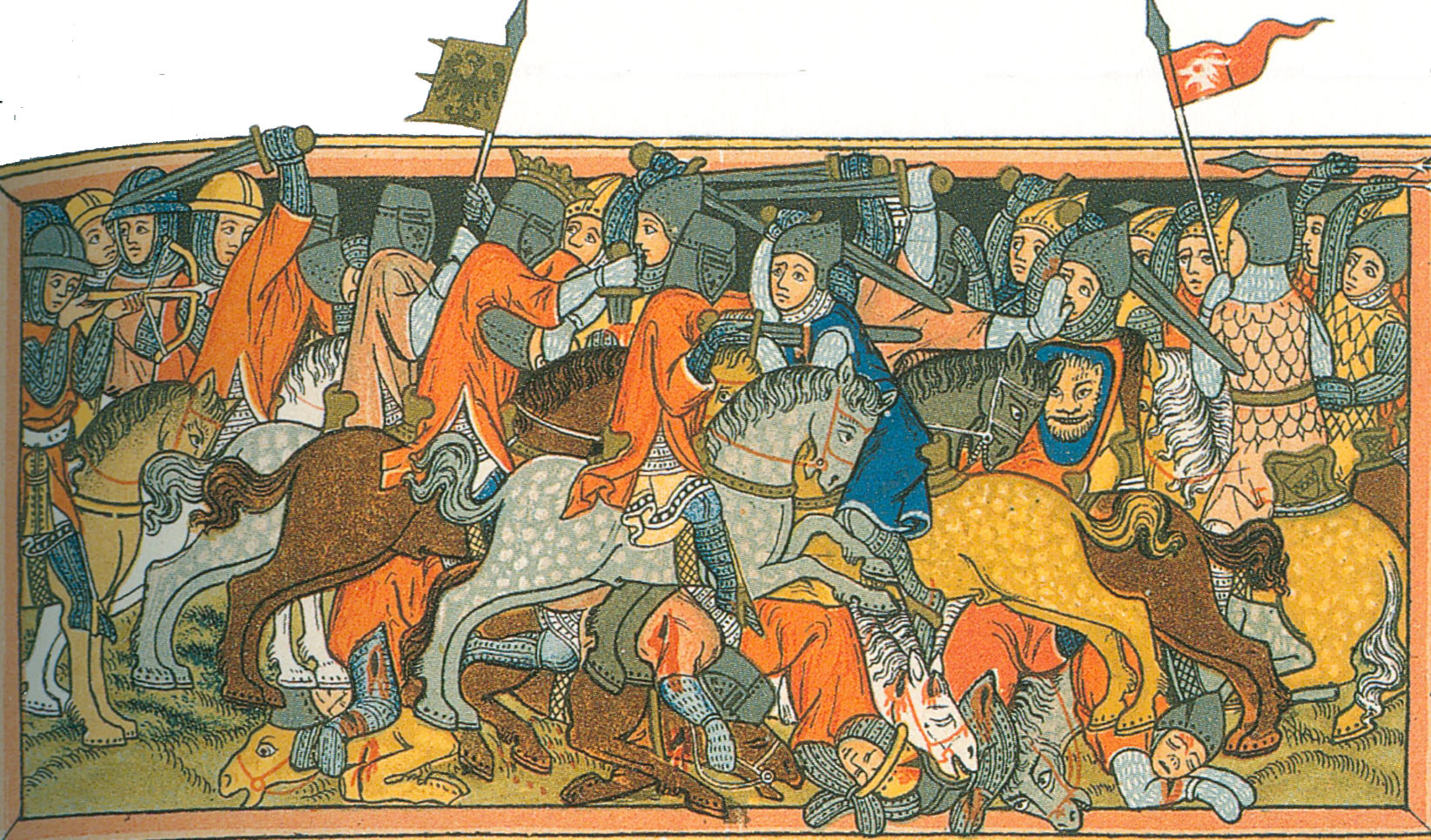
Bannerträger auf einer zeitgenössischen Darstellung einer Schlacht Kaiser Karls d. Gr. gegen die Heiden, fälschlich öfter als Schlacht bei Mühldorf bezeichnet

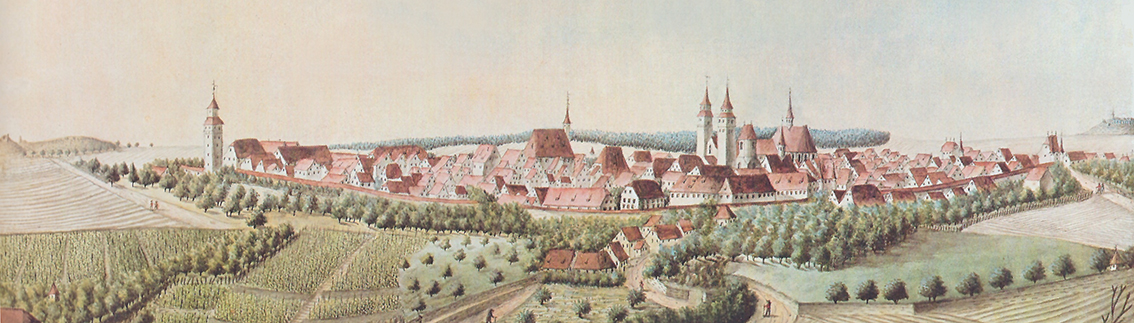
Die ehemalige Reichsstadt Grüningen, heute Markgröningen, von der Schlüsselburg bis zum Asperg (um 1800)

Konrad gilt als enger Vertrauter des später zum Kaiser gekrönten Königs Ludwig der Bayer und zeichnete sich als dessen Vorstreiter und Bannerträger in der Schlacht von Gammelsdorf (1313) und in der Schlacht bei Mühldorf (1322) aus: Mit seinen fränkischen Rittern soll Konrad diese Schlacht gegen den habsburgischen Gegenkönig Friedrich den Schönen frühzeitig für Ludwig entschieden haben.
Am 3. Oktober 1322 übereignete König Ludwig, der Bayer ihm und seinen Erben angesichts seiner Dienste für König und Reich sowie als Bannerträger in seinem siegreichen Kampf bei Mühldorf das Sturmfahnlehen mit der Reichsburg Grüningen und der Stadt Grüningen mit allen Rechten und Lehen, Patronat und Gerichtsbarkeit, Dörfern, Weiden, Wäldern, Gewässern und Wasserläufen, Leuten und Vasallen, Einkünften und Zubehör zu rechtem und ewigem Lehen und befiehlt allen zur Stadt und Burg gehörenden Leuten und Vasallen, Konrad und dessen Erben die genannten Rechte in vollem Umfang zu übergeben und ihnen gehorsam zu sein.
Im benachbarten Vaihingen an der Enz residierte Graf Konrad von Vaihingen, der am 11. November 1323 vor dem Hofgericht vergeblich versuchte, die Ansprüche seiner Gattin Elisabeth, Tochter von Gottfried von Schlüsselberg, gegen Bischof Johann von Bamberg durchzusetzen, der das Amt anstelle des dafür vorgesehenen Ulrichs von Schlüsselberg besetzt hatte. Laut Römer war Elisabeth eine Cousine Konrads von Schlüsselberg, Gottfried also nicht sein Vater und Ulrich vermutlich sein Vetter. 1312 soll Konrad erstmals im schwäbischen Vaihingen gewesen sein.
Im Zuge der Auseinandersetzungen mit dem in Avignon residierenden Papst Johannes XXII. sprach dieser am 11. Juli 1324 Bann und Interdikt gegen König Ludwig und dessen enge Vertraute aus, zu denen auch Konrad von Schlüsselberg zählte. So begleitete Konrad von 1327 bis 1329 König Ludwig nach Rom, wo dieser 1328 erstmals ohne päpstliche Beteiligung zum Kaiser gekrönt wurde und Konrad die Belehnung mit Grüningen bestätigte. Hier hielt sich Konrad nach der Rückkehr aus Italien verstärkt auf und nannte sich „Konrad von Schlüsselberg zu Grüningen“. Ob er außerhalb der mit einer Reichsburg versehenen Stadt zudem die „Schlüsselburg“ auf dem Schlüsselberg erbauen ließ, scheint ihr Name zwar nahezulegen, kann jedoch nicht belegt werden.
Obwohl Konrad als Grüninger Lehensträger im bislang von den Habsburgern dominierten niederschwäbischen Raum eine exponierte Stellung erlangt hatte, konnte der anfangs auf Seiten der Habsburger stehende Graf Ulrich III. von Württemberg schließlich größeres politisches Gewicht erlangen. Als dessen Landvogt brachte Ulrich III. Kaiser Ludwig 1336 dazu, auf Konrad von Schlüsselberg einzuwirken, dass dieser das prestigeträchtige Grüninger Reichslehen mit der Reichssturmfahne gegen eine Entschädigung in Höhe von 6000 Pfund Haller an den Onkel seiner zweiten Gattin abtrat.

## Ausbau der Territorialherrschaft in Franken

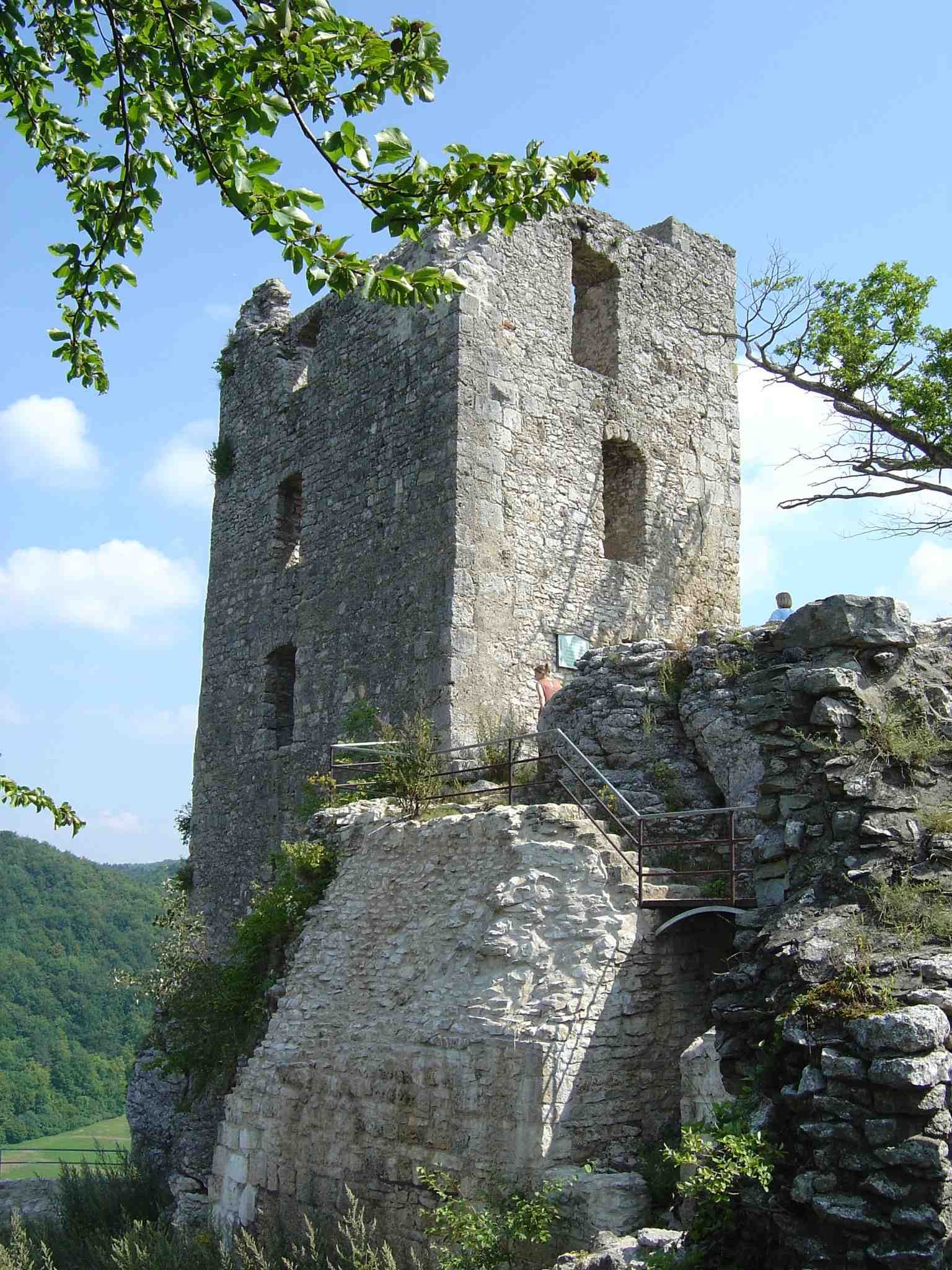
Bei der Verteidigung der Burg Neideck kam Konrad zu Tode

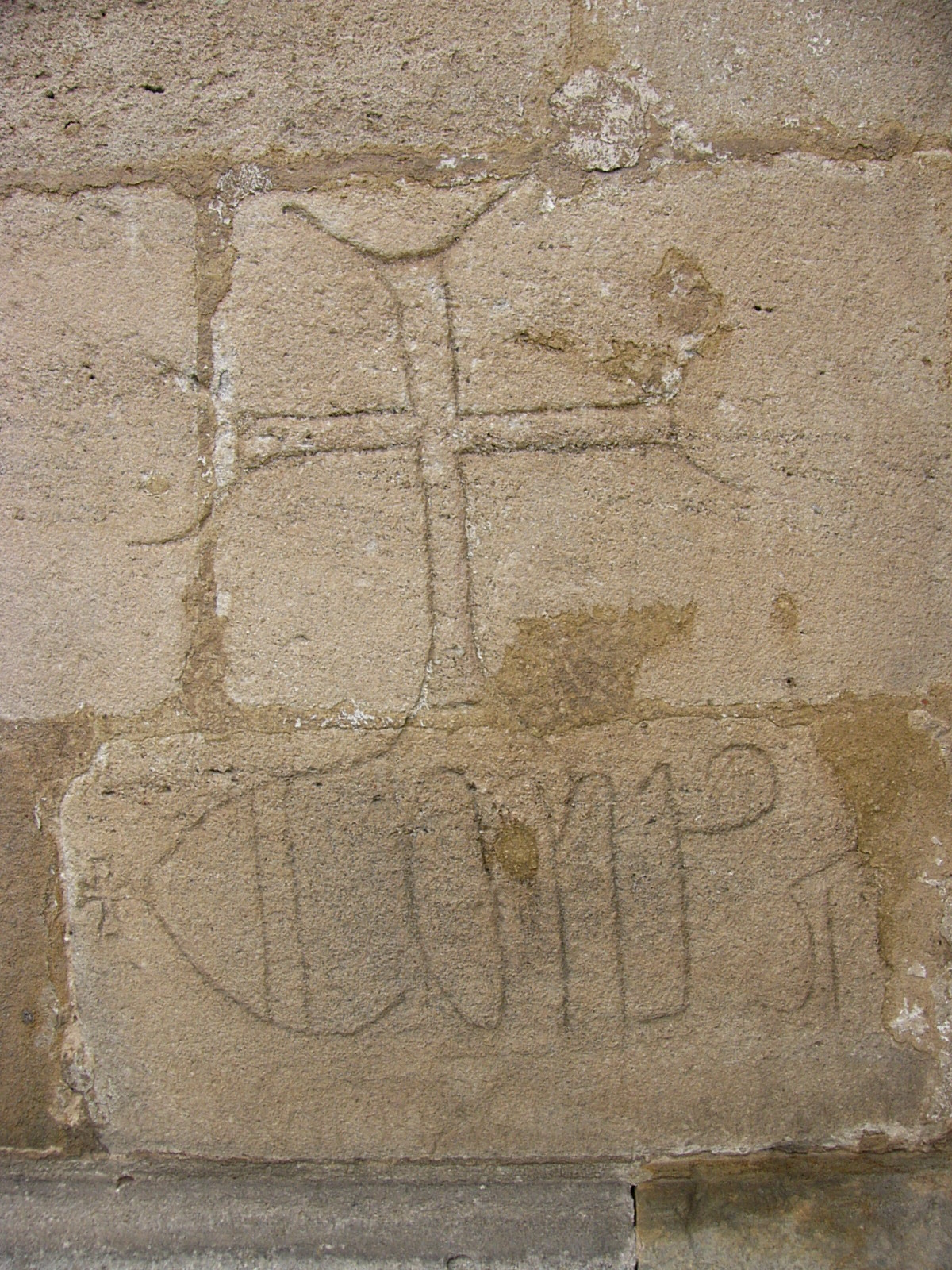
Markierung der Grabstelle Konrads an der Chorwand der Klosterkirche von Schlüsselau

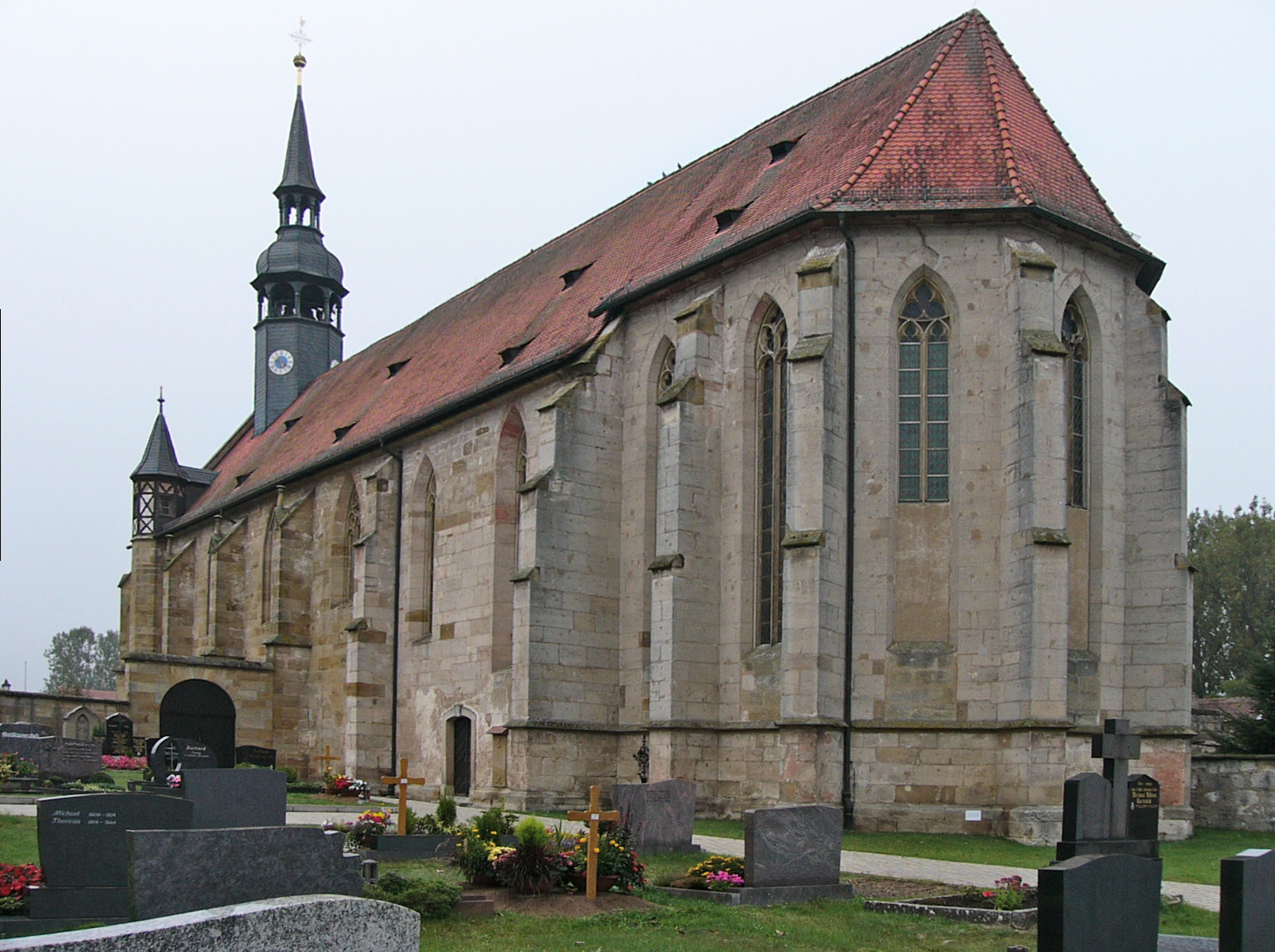
Originalgetreuer Chor und wiederhergestelltes Kirchenschiff von Kloster Schlüsselau

Darauf konzentrierte sich Konrad ganz auf seinen fränkischen Stammsitz und baute nach Waischenfeld und Ebermannstadt, denen König Ludwig bereits 1315 bzw. 1323 die Markt- und Stadtrechte verliehen hatte, nun auch ein Dorf bei Burg Thüngfeld zur Stadt Schlüsselfeld aus, die am 10. Juni 1336 die Stadtrechte erhielt. Konrads langgestrecktes Territorium umfasste laut Voit sieben Hochgerichtsbezirke: Schnaid, Senftenberg, Neideck, Waischenfeld, Thurndorf und Eschenbach. Neben seinen drei Städten und 17 Burgen hatte er Besitzanteile und Rechte an sieben weiteren Burgen, die Klostervogtei von Schlüsselau sowie Besitzungen in 72 Orten inne. Dem Schlüsselberger dienten 25 niederadlige Familien; an 39 Geschlechter waren schlüsselbergische Lehen vergeben.
Sein zunehmendes territoriales Gewicht missfiel seinen mächtigen Nachbarn: dem Bamberger Fürstbischof, dem Fürstbischof von Würzburg und dem Burggrafen von Nürnberg. Den sich zuspitzenden Interessenkonflikt zwischen dem Würzburger Bischof Otto II. von Wolfskeel und dessen Verbündeten mit dem Schlüsselberger, hinter dem die Städte Würzburg, Nürnberg, Rothenburg ob der Tauber und Windsheim standen, konnte Kaiser Ludwig 1344 zwar noch entschärfen. Nachdem die Brüder Albrecht und Friedrich von Hohenlohe als Bischöfe von Würzburg und Bamberg sich 1346 jedoch vom Kaiser losgesagt hatten und die Wahl des Luxemburger Gegenkönigs Karl von Mähren unterstützten, sah sich der kaisertreue Konrad 1347 in eine tödliche Fehde verwickelt.

## Zerschlagung der Schlüsselberger Herrschaft
Als Anlass für die Fehde diente unter anderem der Streit um hoheitliche Zoll- und Geleitrechte, zur Rechtfertigung die Exkommunikation des damit vogelfreien Konrads: Nach der Errichtung einer Schlüsselberger Mautstelle bei Streitberg fiel der Nürnberger Burggraf Johann II. 1347 mit Unterstützung der beiden Brüder Albrecht und Friedrich von Hohenlohe als Bischöfe von Würzburg und Bamberg in Konrads Territorium ein. Vergeblich auf Entsatztruppen von Ludwig dem Bayern († 1347) hoffend, wurde Konrad am 14. September 1347 im Zuge der Belagerung seiner Burg Neideck durch einen Blidentreffer niedergestreckt. Die Sieger teilten das fränkische Territorium der nun ohne männlichen Erben verbliebenen Schlüsselberger großteils unter sich auf. Konrads Töchter wurden mit relativ geringen finanziellen Entschädigungen abgefunden.
Da Konrad mit dem Kirchenbann belegt war, konnte er nicht in der Schlüsselberger Grablege im Kloster Schlüsselau bestattet werden. Vermutlich hat man ihn heimlich an der Außenmauer der Klosterkirche begraben, an der eine eingeritzte Inschrift auf Konrad hinweist (siehe Bild).
Ein beträchtlicher Teil der Schlüsselberger Güter und Lehen ging in den gemeinsamen Besitz des Würzburger und Bamberger Hochstiftes über, darunter nach der Aufteilung vom 12. Mai 1349 die Burgen (Nieder-)Senftenberg, Thüngfeld, Ebermannstadt, Schlüsselfeld, Neideck, Waischenfeld, Streitberg und Greifenstein. Vormals Schlüsselberger Besitz, darunter Anteile an Burg Niedersenftenberg, Eggolsheim und Ebermannstadt, wurden vom Würzburger Bischof Gerhard von Schwarzburg 1384 endgültig an das Hochstift Bamberg verkauft.
Von der allodialen Erbmasse Konrads bzw. seiner Töchter oder Cousinen profitierten neben dem fränkischen Kloster Schlüsselau offenbar drei schwäbische Klöster, worauf die Verwendung des Schlüsselberger Wappens hinweist: 

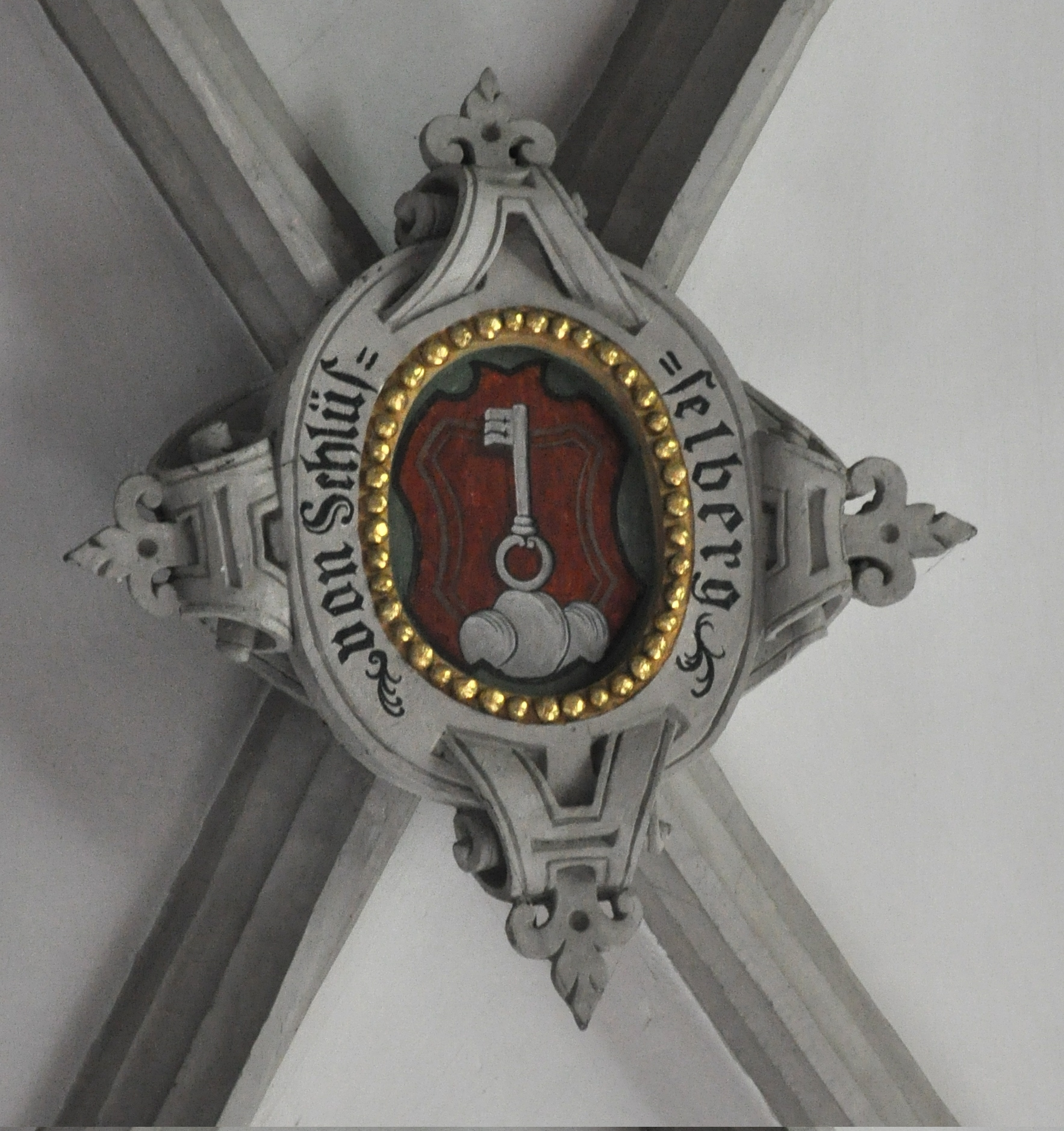
Ahnenwappen in der Hechinger Klosterkirche St. Luzen
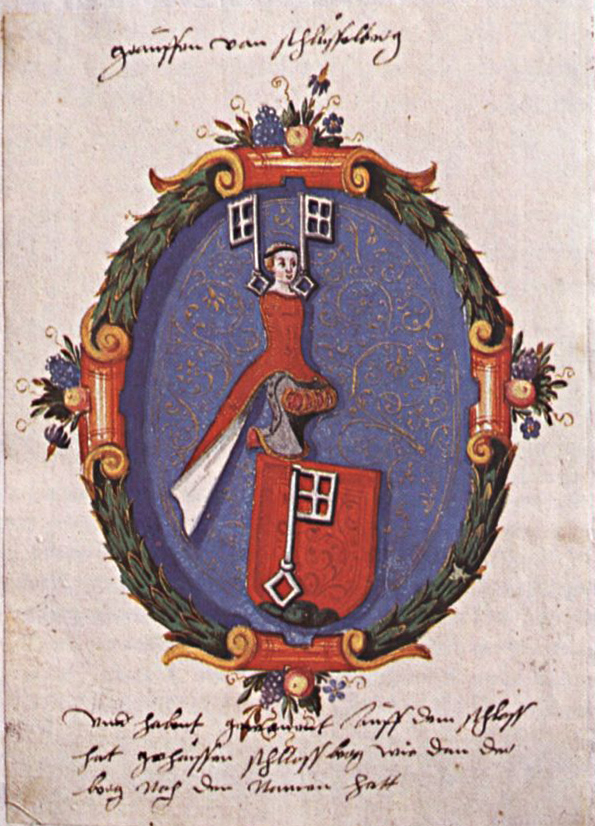
Stifter-Wappen in der Klosterchronik der Reichsabtei Gutenzell
Wappen des Klosters Marchtal und der Gemeinde Obermarchtal

Im Laufe seines Lebens hatte der um sein Seelenheil bemühte Konrad außerdem etliche Stiftungen an elf verschiedene Einrichtungen veranlasst: Neben Kloster Schlüsselau, „nostrum ac nostrorum progenitorum plantata“, seiner und seiner Vorfahren Stiftung, bedachte er die Konvente von Heilsbronn, Langheim, Speinshart, Ebrach, Michelsberg, Bronnbach sowie die Stifte St. Gangolf, St. Stephan und St. Theodor in Bamberg und schließlich das Katharinenspital in Forchheim.